# A. Gross Baumaschinenfabrik
Die A. Gross Baumaschinenfabrik GmbH war ein Hersteller von Baumaschinen, Baggern und Kranen aus Schwäbisch Gmünd.

## Firmengeschichte

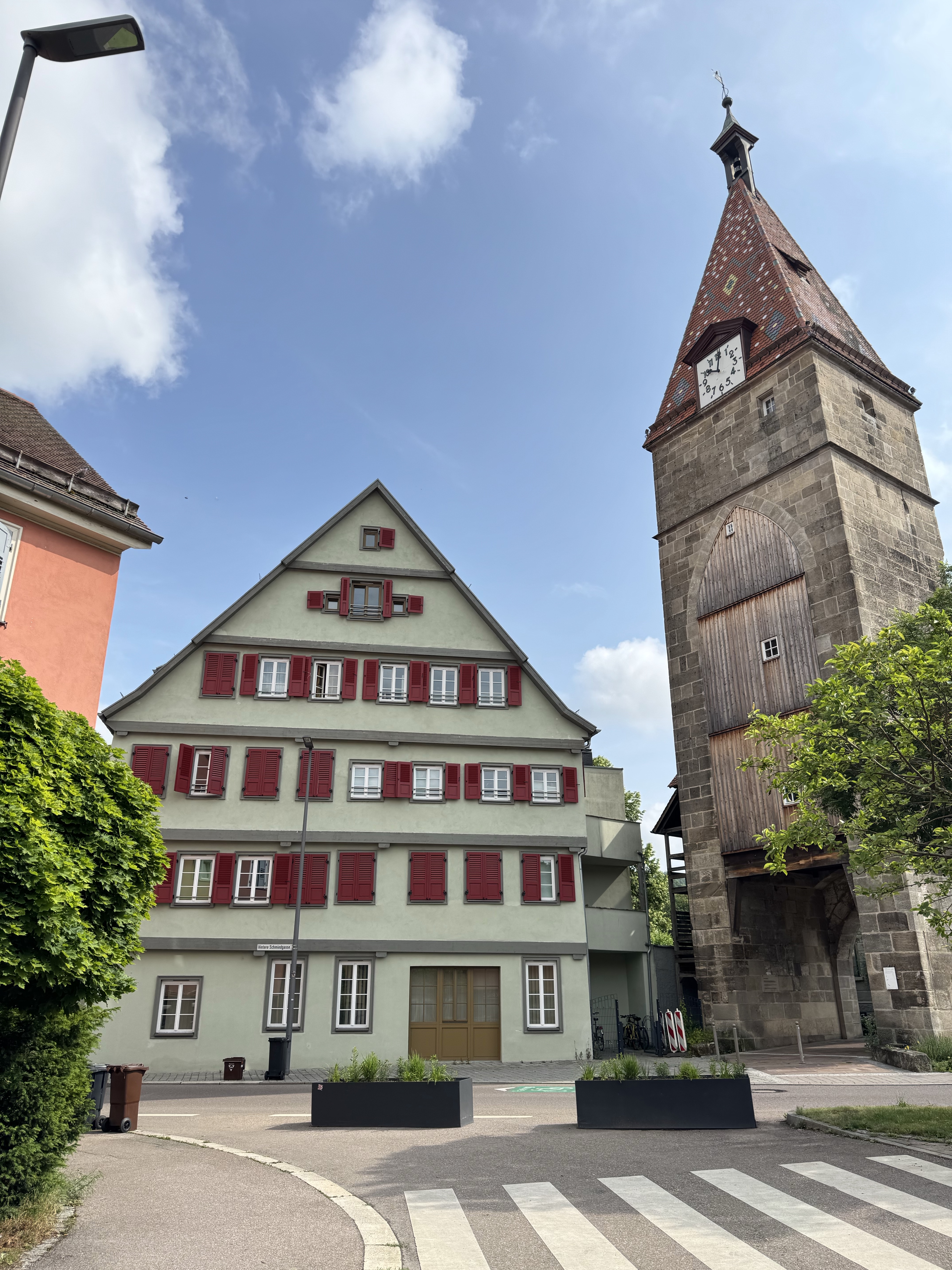
Alte Schmiede am Schmiedturm

Im Oktober 1850 erwarben der in Schechingen geborene Schmiedmeister Andreas Groß (1823–1878) und dessen Ehefrau Maria (geb. Sturm) von der Witwe Johanna Weber die damals noch bestehende Schmiede am Schmiedturm, „einschließlich sämtlicher Schmiedewerkzeuge, des vorhandenen Eisens und der Kohlen sowie einiger Möbelstücke zum Gesamtpreis von 2800 Gulden“. Zu dieser gehörte „eine dreistockige Behausung in der vorderen Schmiedgasse neben Josef Fritz Bleicher in der gemeinsamen Gasse“. Anfangs wurden Hufbeschlag, Wagenbau und einfache Schmiedearbeiten durchgeführt.
Seine beiden Söhne, die Schmiedemeister Andreas und Alois Groß, führten das Geschäft einige Jahre weiter, bis es Andreas Groß († 1931), der ältere der beiden, im Jahre 1881 alleine übernahm. Das Geschäft wurde in unveränderter Weise fortgeführt, änderte jedoch im Laufe der Zeit sein Angebot und stellte einige Spezialartikel für den Wagenbau und gegen Ende 1899 auch für das Baugewerbe her, die gesetzlich geschützt wurden. Das Unternehmen beschäftigte von da an 10 bis 15 Arbeitskräfte.
Groß erwarb 1912 ein Gebäude in der Uferstraße 54 und verlegte den Betrieb im selben Jahre dorthin. Die Firma wurde 1926 in eine GmbH umgewandelt und erwarb das Gelände der Gmünder Maschinenwerke an der Lorcher Straße, das zum Hauptsitz wurde. In den 1930er Jahren wurde die Produktpalette um Greifbagger mit Raupenfahrwerk, luftbereifte Universal-Autobagger sowie elektrisch- oder dieselbetriebene Baugeräte und selbstgefertigte Eisenbahnwagen erweitert. Zum Fabrikationsprogramm gehörten auch Baugrubenaufzüge, Becherwerke, Beton- und Mörtelmischer, Betonaufzüge, Förderbänder, Gesteins- und Sortiertrommeln, Gussbetonanlagen, Krane, Schnellbauaufzüge, Winden und weitere Produkte.

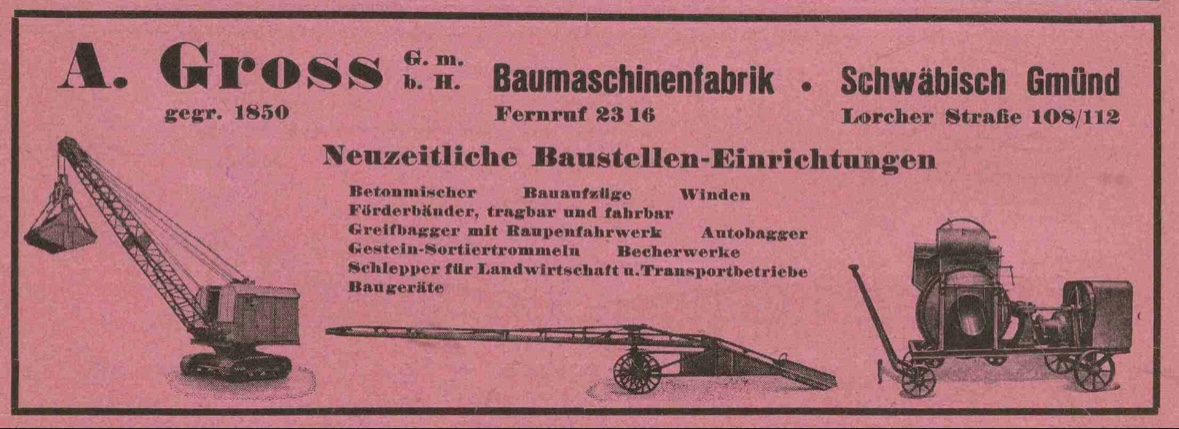
Anzeige aus dem Stadtadressbuch

In einem Zeitungsbericht von 1950 heißt es:

„Hundert Jahre Baumaschinenfabrik A. Gross
Von der Gmünder Schmiedewerkstatt zum Großbetrieb
In der schlichten Form eines Betriebsausflugs, an dem sämtliche Angehörige der Firma teilnehmen konnten, feierte, wie kurz gemeldet, die Firma A. Groß, Baumaschinenfabrik GmbH, am Samstag ihr hundertjähriges Bestehen. […] Beim gemeinsamen Mahl in Günzburg zeichnete Stadtrat Schwab, der heute zusammen mit den Teilhabern Alfons Groß und  Dipl.-Ingenieur Viktor Schlich den Betrieb leitet, die Geschichte der Firma, die ein typisches Beispiel dafür ist, wie durch handwerklichen Fleiß und Können aus einer Schmiedewerkstatt ein Produktionsbetrieb entstehen konnte, der heute innerhalb der Gmünder Gesamtwirtschaft mit an erster Stelle steht. […]“

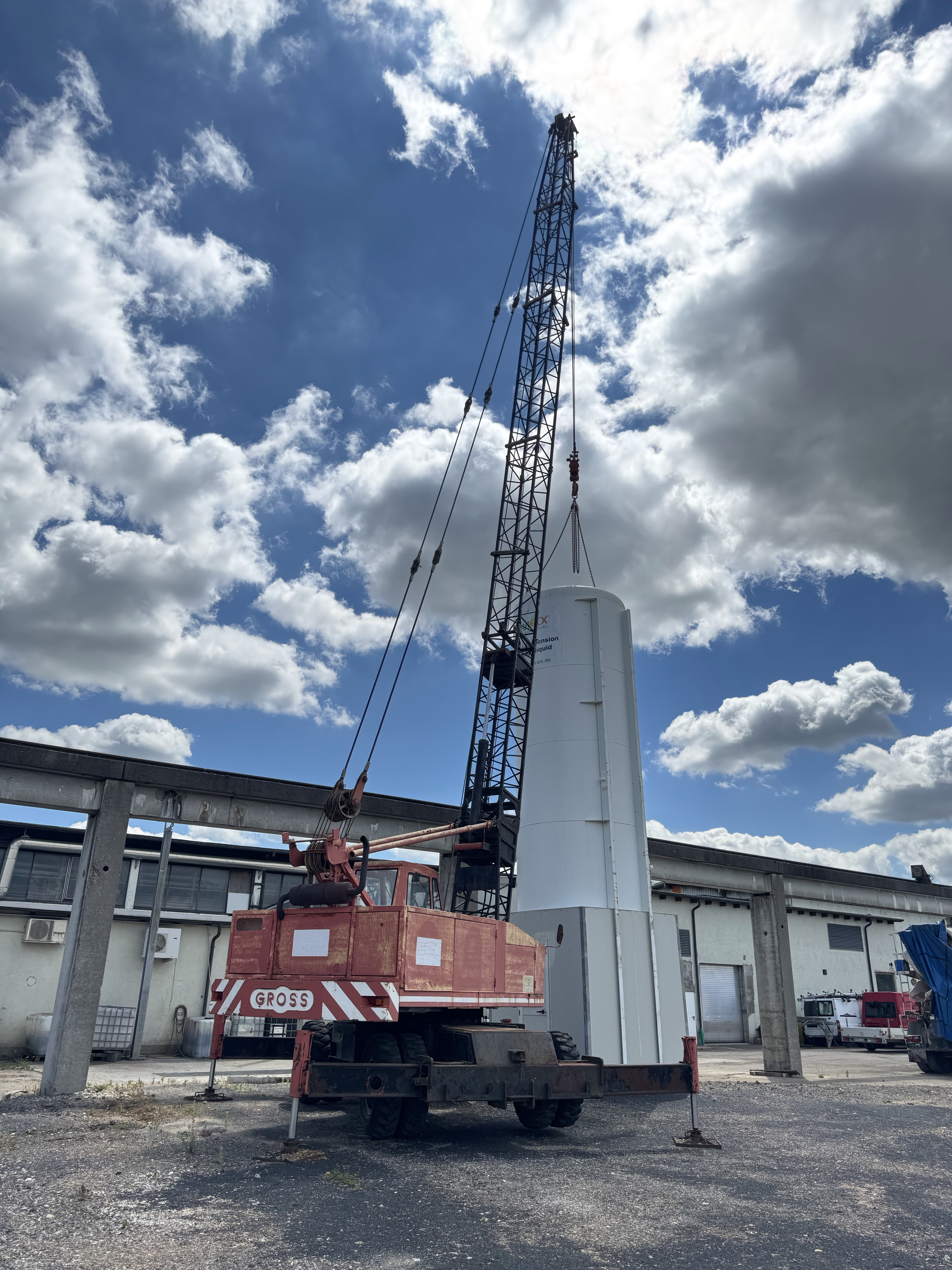
Einsatzbereiter Kran von GROSS Typ GK 70 HBV